# Parves
Parves är en kommun i departementet Ain i regionen Auvergne-Rhône-Alpes i östra Frankrike. Kommunen ligger  i kantonen Belley som ligger i arrondissementet Belley. Kommunens areal är 5,53 km². År 2018 hade Parves 357 invånare.

## Befolkningsutveckling
Antalet invånare i kommunen Parves
Referens: INSEE